# Агис II
Агис II или Агид II (грч. Ἄγις, до 400/399. п. н. е.) био је краљ Спарте из линије Еуропонтида. Владао је од 427. п. н. е. до 400/399. п. н. е. Најстарији је син краља Архидама II и полубрат је будућег краља Агесилаја II. Владао је заједно са агијадским краљем Паусанијем II. Под његовим вођством Спарта је победила у Пелопонеском рату.

## Провале у Атику
Наследио је 427. п. н. е. свога оца Архидама II и владао је нешто више од 28 година. Током 426. п. н. е. Агис је предводио пелопонеску војску до коринтске превлаке. Намеравали су да провале у Атику, али вратили су се због мноштва потреса. Током 425. п. н. е. године предводио је војску у Атику. Пустошили су петнаест дана Атиком, а када су чули да је заузет Пилос одлучили су да се врате.

## 419. п. н. е.
Аргивци су напали Епидаур на подстицај Алкибијада 419. п. н. е. Агис је са целом спартанском војском тада кренуо на Леуктру, али вратио се због неповољних жртава. Савезницима је послао поруку да буду спремни за поход када се заврше Карнејске свечаности. Током тих свечаности рат се сматрао светогрђем. За то време Аргос је нападао Епидаур. Када су Спартанци поново кренули да спасе Епидаур жртве су им биле неповољне па су се опет вратили.

## Опкољавање аргивске војске
Средином лета 418. п. н. е. Аргос је још увек нападао Епидаур. Агис је предводио велику војску против Аргоса. Од савезника са њим су били Тегејци и други Аркађани. У Флијунту су се сакупили остали спартански савезници. Било је ту 5.000 беотских хоплита, 2.000 коринтских хоплита, 5.000 лаконаоружаних Беоћана и остали савезници. Аргивци су намеравали да спрече спајање Агисове војске са његовим савезницима из Фијунта. Аргивцима је у помоћ дошло 3.000 хоплита из Елиде, Мантинеје и од других савезника. Аргивци су намеравали да сачекају Агиса самога, али он је неопажено кренуо у Фијунт. Аргивци су након тога настојали да сачекају Агиса где се спушта са војском у равницу, али надмудрио их је вештим маневрима. Кренуо је тешко проходним путем и стигао је у аргивску равницу. Агис се са спартанском војском тако изненада нашао између Аргоса и аргивске војске. Друга савезничка војска путовала је другим стрмим путем, а трећа је путовала путем, где су иг Аргивци очекивали. Аргивска војска се нашла затворена са три стране. Још већи проблем им је био што нису имали коњаника, јер је каснила атинска коњица.

## Агис се осрамотио
Аргивска војска је била опкољена. Ипак управо пред битку двојица Аргииваца дошла су код Агиса на преговоре. Они нису дошли у име војске, јер аргивска војска је била спремна за битку. Тражили су примирје, а Агис је пристао на примирје од 4 месеца, а да се претходно није посаветовао са више људи. Након тога повукао је војску, не објаснивши никоме своје разлоге. Почели су да га оптужују да је пропустио прилику за битку, када су Аргивци били затворени са свих страна и коњицом и пешадијом.
Када се вратио са војском у Спарту Спартанци су га оптуживали јер није покорио Аргос када се пружала одлична прилика. Када су након тога још чули да је Орохомен заузет предлагали су да му се сруши кућа и да се казни са 100.000 драхми. Пошто је молио да га не кажњавају јер ће се искупити у следећој бици донели су одлуку да му се додели ратни савет од 10 Спартанаца без којих не сме да доноси одлуке.

## Битка код Мантинеје
Пошто је у Спарту стигла вест из Тегеје да ако не пожуре да би се могло десити да Тегеја пређе на страну Аргоса, онда су Спартанци одмах послали војску под вођством Агиса. Успоставивши ред у Тегеји, Агис је онда кренуо на Мантинеју. Скренуо је воде тако да је поплавио подручје Мантинеје наносећи им штете. Намера му је била да натера војску Аргоса и његових савезника да сиђу са брежуљака у равницу и да прихвате битку. Успео је да навуче непријатељску војску да сиђе у равницу. Уследила је велика битка код Мантинеје у којој је победила спартанска војска. Била је то једна од најзначајнијих битака, јер је након битке Спарта поново вратила свој доминантан положај на Пелопонезу. Након победе Аргос је постао савезник Спарте. У Аргосу и Сикиону Спарта је успоставила олигархијску власт.

## Напад на Аргос
Током 417. п. н. е. у Аргосу је народ оборио олигархију и намеравали су да поново успоставе савез са Атином. Изградили су и дуге зидове до мора да би могли морским путем да добијају помоћ у случају спартанске опсаде. Агис II је повео велику војску са свим савезницима и кренуо је на Аргос. Освојили су дуге зидове и срушили су их, али нису успели да врате на власт проспартанску партију.

## Изградња Декелеје
Предводио је војску Пелопонеског савеза 413. п. н. е. Провалили су у Атику и тада су по Алкибијадовим саветима утврдили Декелеју, која се налазила у Атици близу Атине. Тврђава се градила да би се Атињанима наносила штета у плодној равници око града. Када је изграђена тврђава Декелеја Атињани су били блокирани на копну. У тврђави су се смењивале посаде из разних градова Пелопонеског савеза. Раније је Спарта обично кратко нападала Атику, а изградњом Декелије били су стално присутни у Атици. Око 20.000 робова побегло је од Атињана, а пропала им је ситна и теглећа стока. Нису више могли да уживају земљу, а више нису могли ни да експлоатишу руднике сребра у Лаурију, који су били веома значајан извор богатства.

## Неограничена моћ у Декелеји
Раније се храна из Еубеје допремала преко Декелије, а након тога превоз около постао је скуп, па се у Атини јавила оскудица. Када су стигле вести са Сицилије почео је да утерује новац од савезника да би се изградила нова флота. Док је био у Декелији Агис је у великој мери радио независно од спартанске власти, тако да је ту примао изасланства незадовољних атинских савезника спремних да се одметну од Атине. За то време са својом војском био је неограничени господар, могао је да шаље војску камо одлучи и да утерује новац. У то време спартански савезници су слушали више њега него спартанске гувернере. Спремао је одметнуће Лезбоса и Еубеје. Изгледа да је у Декелеји остао до краја Пелопонеског рата. За време олигархијске власти у Атини 411. п. н. е. представници већа Четири стотине преговарали су са Агисом, настојећи се измирити са њим. Агис је тада покушао да заузме Атину, надајући се да ће доћи до комешања у самом граду.

## Поход у Елиди
Спартанци су били спремни да Елиду казне због неколико разлога. Елида је током 420. п. н. е. напустила Пелопонески савез. Забранили су Спарти учешће на Олимпијским играма. Спречили су Агида да принесе жртву за победу у рату. Ефори и спартанска скупштина су због свега тога одлучили да их казне, па су најпре од њих тражили да да допусте аутономију Трифилије и још неких градова, које су раније освојили. Пошто је Елида одбила спартански ултиматум током 401. п. н. е. Агид је повео војску на Елиду. Чим је ступио на територију Елиде десио се потрес, па је распустио војску. Крајем 401. п. н. е. поново је кренуо у поход на Елиду, а са њим су кренули и савезници, сем Беоћана и Коринћана. Чим је са војском ушао у Елиду од ње се отцепило неколико места. Након жртвовања у Олимпијади неометано је пљачкао и палио, а придружили су му се жељни плена и многи Аркађани и Ахајци. Приближио се предграђима Елиде, у којој је избио сукоб између владајућих демократа и проспартанске олигархије. Олигарси су пребегли код спартанске војске. Агид је у Епиталију оставио посаду, спартанскога хармоста Лисипа и елидске избеглице, а сам се са војском вратио кући. Током лета и зиме Лисип и његови људи пустошили су Елиду, па су током лета 400. п. н. е. Елиђани молили за мир. Пристали су да препусте Килену и трамфилијске градове Летрине, Амфилију, Маргану, Акрореје, Ласион и Епеј.

## Смрт и наследници
Кад се враћао из Делфа којима је посветио десетину свога плена разболио се у Аркадији и умро је неколико дана након што је стигао у Спарту. Било је то 400/399. п. н. е. Када је умро Агис II остао је иза њега полубрат Агесилај II и наводни син Леотихнида. Лисандар је био раније Агесилајев љубавник и наговорио га је да тражи да буде краљ. За Леотихнида се веровало да је Алкибијадов син, а не Агисов. Агис је био одсутан, тако да по рачунању времена Леотихнид није требало да је његов син. Међутим на самртничкој постељи Агис II је прихватио да му Леотихнид буде син, али Агесилај II је ипак проглашен краљем јер се Лисандар за то заложио.